# Râul Răchita, Râul Mare
Râul Răchita este un curs de apă, afluent al Râului Mare. 